# Canterbury United Pride
Canterbury United Pride ist eine neuseeländische Frauenfußball-Mannschaft aus Christchurch in der Region Canterbury.

## Geschichte
Die Mannschaft wurde im Jahr 2002 als Mainland Pride vom Regionalverband Mainland Football gegründet, um die Region in der National Women’s League zu repräsentieren. Erstmals unter diesem Namen auf Tabellen taucht die Mannschaft in der Saison 2010/11 auf, hier belegte man mit drei Punkten in den Playoffs der Southern Conference den dritten Platz, was jedoch nicht für ein Weiterkommen reichte. Eine Saison später wurde man dann auch erster in der Southern Conference, verlor jedoch mit 1:6 im Halbfinale gegen die Auswahl von Waikato und Bay of Plenty. Ähnlich erging es dem Team dann auch wieder in der Spielzeit 2012/13, wo man mit 16 Punkten mit Abstand Erster in der eigenen Conference wurde, im Halbfinale jedoch mit 1:3 der Auswahl von Auckland Football unterlag.
Schlussendlich gelang es dann in der Saison 2013, wo die Liga erstmals mit allen Mannschaften zusammen ausgetragen wurde, sich für die die Playoffs zu qualifizieren und im Finale dann auch noch gegen die Auswahl von Northern Football mit 4:2 zu gewinnen. Zwar erreichte man in der Runde 2015 auch wieder das Finale, jedoch unterlag man diesmal Northern Football mit 3:4. Zur Spielzeit 2016 wurde der Name dann in Canterbury United Pride geändert und auch in dieser Saison gelang mit einem 2:0 im Finale über die Auswahl von Capital Football die Meisterschaft. Wie auch in den Jahren zuvor erreichte die Mannschaft auch 2017 wieder das Finalspiel, diesmal endete die Partie jedoch mit einer 2:3-Niederlage gegen das Team der Auckland Football Federation.
Erstmals seit einigen Jahren landete die Mannschaft in der Spielzeit 2018 dann nicht mehr auf dem ersten Platz in der Regular Season. Diesmal wurde aber auch nur ein Finalspiel zwischen den ersten beiden Mannschaften ausgetragen, was Canterbury United Pride dann auch mit 3:2 über Northern Lights gewann und damit den dritten Meistertitel einsackte. Exakt dieselbe Finalpaarung passierte dann auch in der Saison 2019, diesmal ging es nach einem 1:1 sogar ins Elfmeterschießen, wobei hier Canterbury am Ende mit 4:2 gewann. In der Saison gewann man schließlich alle seine Spiele und schlug auch im Finale das Team von Capital Football, um zum dritten Mal in Folge die Meisterschaft zu gewinnen.
Zur Saison 2021 wurde die Liga einer neuen Struktur unterworfen. Aufgrund der COVID-19-Pandemie konnte dies aber nicht wie geplant ausgespielt werden, wodurch die Mannschaft in dem einmalig als South Central Series ausgespielten Wettbewerb antrat. Hier erreichte man jedoch nur 9 Punkte und landete somit auf dem dritten und damit vorletzten Platz. Ab der Spielzeit 2022 wurde man nun fest in eine neue regionale Qualifikationsliga einsortiert, im Fall von Canterbury United Pride, hier die Southern League. Wo man sich am Ende der Spielrunde platzierte, ist jedoch nicht ganz bekannt. Auf jeden Fall reichte es, um sich für die Endrunde zu qualifizieren, die erstmals in dieser Saison unter dem Namen Championship ausgetragen wurde. Mit 20 Punkten reichte es hier jedoch nur für den vierten Platz.

## Erfolge
- National Women’s League
  - Meister (5): 2013, 2016, 2018, 2019, 2020